# Pilumnus acanthosoma
Pilumnus acanthosoma is een krabbensoort uit de familie van de Pilumnidae. De wetenschappelijke naam van de soort is voor het eerst geldig gepubliceerd in 2000 door Ng.